# フランスガス公社
フランスガス公社（フランスガスこうしゃ、Gaz de France、GDF）は、かつて存在したフランスの公営企業。天然ガスの製造、輸送、販売を世界レベルで行っていた。主な市場は、フランス以外では、ベルギー、イギリス、ドイツ、その他のヨーロッパ諸国。スエズと2008年7月22日に合併し、GDFスエズ（現在の社名は「エンジー」）が設立され、事業を継承した。

## GDFの主な顧客プログラム
- GDF Dolcevita : 家庭など個人消費者
- GDF Provalys : 中小企業
- GDF Energies Communes : 各都市、地域など政府・行政・公共体
- GDF Energy : 大企業
- GDF Cegibat : 建設業者

## 歴史
フランスガス公社は、1946年第二次世界大戦の終結後、フランス政府によって姉妹企業とも呼べるフランス電力公社（EDF）とともに創設された。フランスガス公社はその名称の通り公営企業であるが、近年、ガスの国際市場の開放に伴い、競争が激化しているためフランス国外に手を拡げ、徐々に資産を増やしていた。
2005年7月株式の30パーセントが一般の投資家に開放された。取引開始後、最初のストック価格は、1株当たり23.40ユーロで固定された。

## SUEZとの合併
2006年2月25日にヴィルパン首相は、フランスの大手エネルギー多国籍企業スエズ(SUEZ) とフランスガス公社の合併を発表した。イタリアの大手電力会社エネル (Enel) によるスエズ買収の阻止と、両社の合併により世界最大かつ最初の液化天然ガス会社の成立を目指しているとされた。
しかし、フランス政府によるフランスガス公社株の保有が80.2パーセントに及んでおり、この保有比率を34パーセントに引き下げる法案が審議の後、合併が可能となるとされた。
その後2007年9月にGDFとスエズの合併に目処がつき、2008年、GDFスエズとしてヨーロッパ第2のエネルギー企業が誕生し、GDFは役目を終えた。

## 参考
1. ↑  http://www.lemonde.fr/web/article/0,1-0@2-3234,36-745348,0.html (subscription)
2. ↑  フランスガス公社とスエズ、新たな条件で合併に合意（2007年9月3日 ロイター）